# Noatak (řeka)
Noatak je řeka v americkém státě Aljaška, teče severně od polárního kruhu a je dlouhá 684 km. Pramení na svazích hory Mount Igikpak v Brooksově pohoří a teče západním směrem po vesnici Noatak (jediné sídlo na celém toku řeky), kde se stáčí k jihu a ústí do Kotzebuova zálivu Čukotského moře. Celé povodí řeky je chráněným územím: horní tok je součástí národního parku Gates of the Arctic, na který na západě navazuje Noatak National Preserve. Řeka je od roku 1980 součástí National Wild and Scenic Rivers Systém.
Na horním toku je Noatak rychlou horskou řekou, po dosažení rovinaté přímořské krajiny se rozlévá do šířky přes 150 metrů a dosahuje až pětimetrové hloubky, v širokém údolí vytváří četné meandry. V místě, kde řeka překonává kolmý horský hřeben Aglungak, se nachází hluboký Noatak Canyon.
Do Noataku se vlévají zprava Cutler River, Eli River a Agashashok, zleva Aniuk, Anisak, Nimiuktuk, Kugururok a Kelly River.
Břehy řeky jsou porostlé smrkovou tajgou, v povodí žije medvěd grizzly, sob polární a ovce aljašská. Noatak je bohatý na ryby, převažují siven severní a lipan sibiřský. Řeka je pokryta ledem od října do dubna.